# Фонд Эдмунда Маха
Фонд Эдмунда Маха (итал. Fondazione Edmund Mach) — итальянский научно-исследовательский институт и школа энологии, расположенный в Трентино. Бывший Аграрный институт Сан-Микеле-аль-Адидже.

## История
Институт был основан Эдмундом Махом по заданию рейхстага Тирольского графства в 1874 году в городе Сан-Микеле-аль-Адидже. Целью института было развитие сельскохозяйственных практик и технологий, применяемых в Тироле. Организация расположилась в зданиях бывшего августинианского монастыря Святого Михаила, основанного в XII веке и секуляризированного в 1807 году. Первым директором института был основатель, Эдмунд Мах, который занимал эту должность с самого основания, с 1874 года, до 1899 года.
В 2002 году организация была разделена на учебный центр, научно-исследовательский институт и центр трансфера технологий. В 2008 году институт объединился с «Центром экологии Альп» (итал. «Centro di Ecologia Alpin») в частный фонд с государственным капиталом «Фонд Эдмунда Маха».
Фонду принадлежит примерно 50 Га виноградников, с которых собирается урожай, достаточный для производства 250 тысяч бутылок тихих вин, 15 тысяч бутылок граппы и 10 тысяч бутылок игристых вин.
С 24 февраля 2020 года президентом фонда является Мирко Мария Франко Каттани (итал. Mirco Maria Franco Cattani).